# Noppes (bedrijf)
Noppes Kringloopwinkel was een Nederlands bedrijf met 14 kringloopwinkels in Noord- en Midden-Holland. De winkels nemen artikelen die mensen gratis aanbieden in ontvangst. Deze tweedehands artikelen worden gesorteerd, geprijsd en uitgestald.
Noppes sloot successievelijk een aantal van haar winkels. In 2024 werd overeengekomen dat de kringloopbedrijven RataPlan en Noppes in 2025 zouden fuseren. Het ging in totaal om 49 winkels.

## Geschiedenis
Het bedrijf ontstond in 2009, vanuit de voormalige sociale werkplaats Baanstede in Purmerend. In 2016 werd de keten Kringloop Midden Holland met vijf vestigingen overgenomen, waarmee Noppes voor het eerst buiten haar oorspronkelijke vestigingsgebied Noord-Holland benoorden het IJ trad, en groeide daarmee van 10 naar 15 winkels.
Het bedrijf bestond in 2022 uit 15 kringloopwinkels in Noord-Holland en Midden Nederland en was opgebouwd uit een aantal stichtingen. In 2020 waren dat er een vijftal, in diverse regio's van Nederland, die elk een ANBI-status hadden. De organisatie opereerde zonder winstoogmerk en had circa 700 medewerkers.
Er waren in 2022 winkels in Purmerend, Wormer, Zaandam, Volendam, Zwaag (Hoorn), Grootebroek, Opmeer, Velserbroek, Santpoort-Noord, Beverwijk, Uitgeest, Nieuwegein, Houten, Woerden en Gouda. Het bedrijf had ca. 100 textielcontainers in de regio’s Zaanstreek-Waterland en West-Friesland. De ingezamelde kleding werd gesorteerd in Zwaag. Het bedrijf zette daar vluchtelingen voor in, vooral vrouwen met afstand tot de arbeidsmarkt, die nog geen Nederlands spraken.